# Cheap Trick

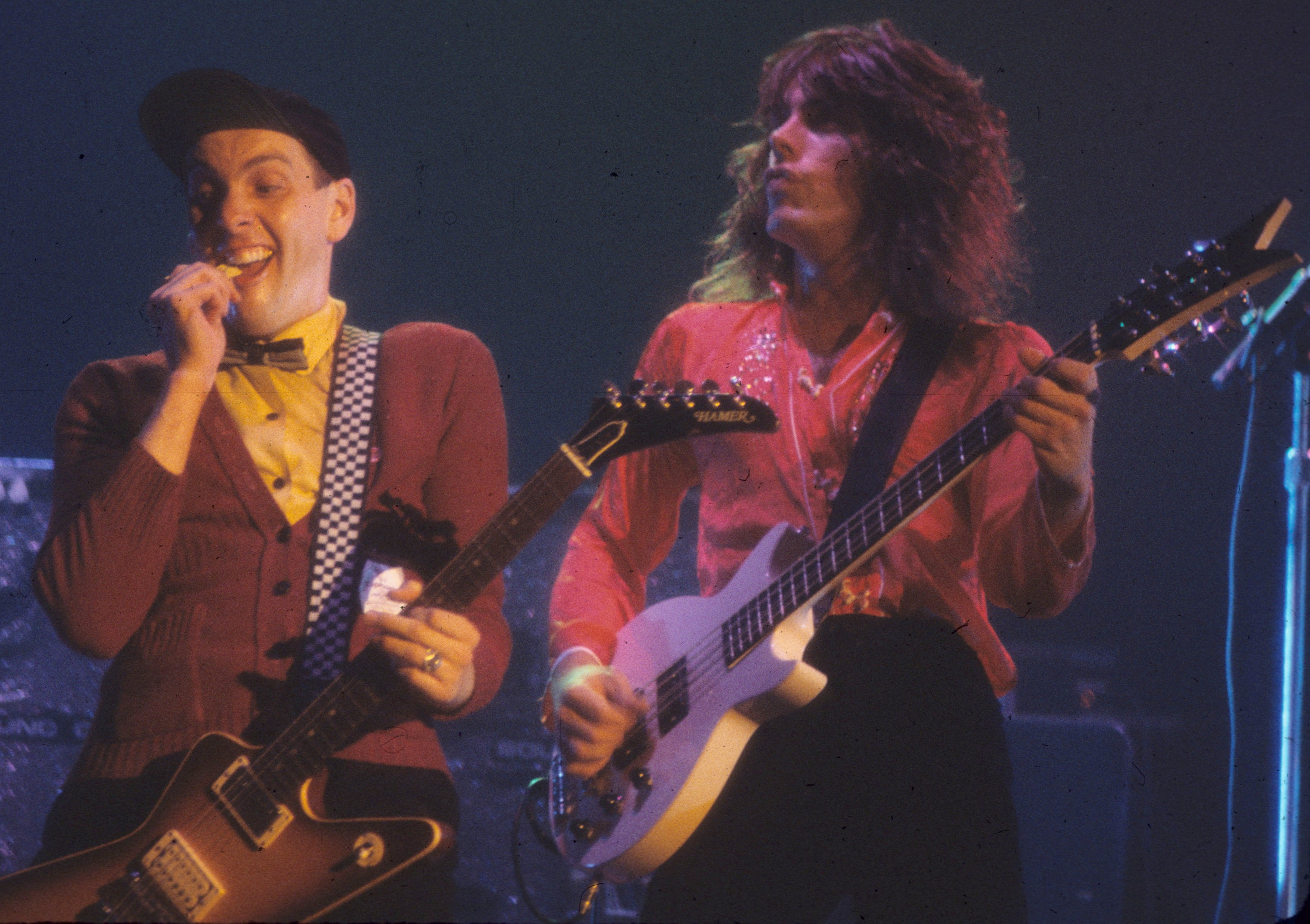
Cheap Trick in 1977.

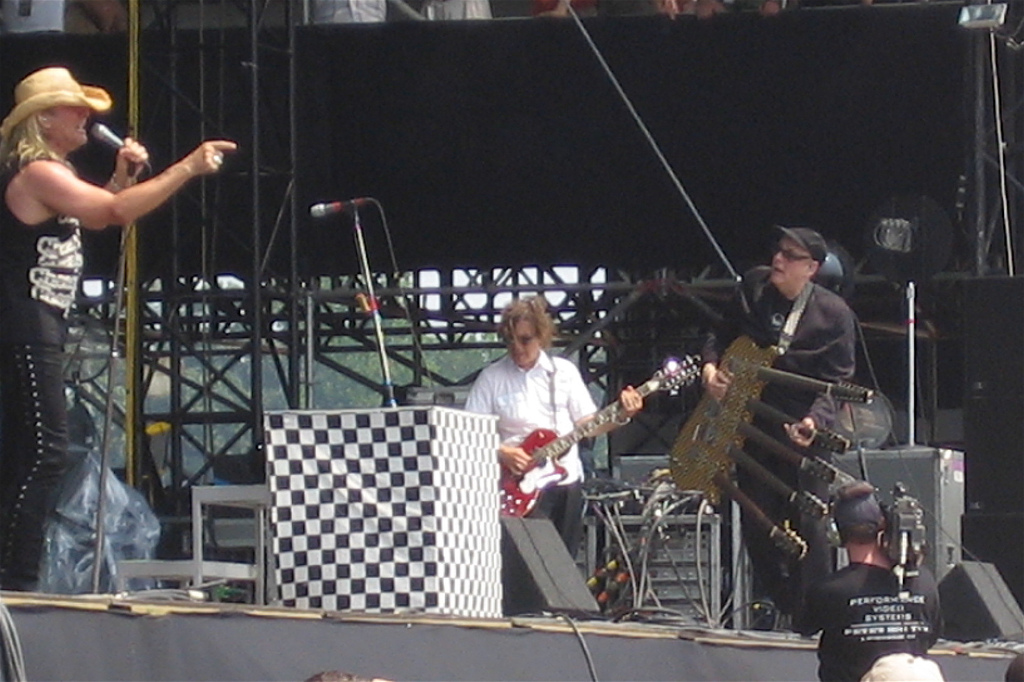
Cheap Trick in Baltimore, 2007.

Cheap Trick is een Amerikaanse rockband uit Rockford (Illinois), die eind jaren 1970 kortstondig een vrij grote bekendheid genoot. De huidige bezetting van de band is Rick Nielsen (gitaar, zang, belangrijkste songwriter), Robin Zander (leadzanger, rythmgitaar), Tom Petersson (bassist, zanger) en Daxx Nielsen (drummer, zoon van Rick). Laatstgenoemde verving in 2010  Bun E. Carlos (geboren Brad Carlson).
De band brak door bij het grote publiek met het livealbum At Budokan. Hoewel het grote succes van de band van korte duur was heeft hij altijd een grote schare volgelingen gehouden door regelmatig op tournee te gaan en door hun opgewekte stijl van popmuziek die het melodieuze van de Beatles combineerde met de snelheid en energie van punkrock. De grootste en bekendste hit van de band is I Want You to Want Me, met daarnaast ook in mindere mate Surrender, Dream Police, Don't Be Cruel (een cover van de Elvis-hit), en The Flame. Cheap Trick speelde ook de titelsong van de Amerikaanse televisieserie That '70s Show, een cover van een nummer van Big Star. De band werd in 2016 in de Rock and Roll Hall of Fame ingewijd.

## Singles in Nederland
In Nederland stond Cheap Trick in het voorjaar van 1979 twaalf weken in de Nederlandse Top 40 met de plaat "I Want You to Want Me (Live)" met een videoclip van het concert in Nippon Budokan te Tokio (1978). Ook in de Nationale Hitparade en de TROS Top 50 behaalde de plaat de nummer 1-positie. In de Europese hitlijst, de TROS Europarade, werd de 11e positie behaald.
| Single met eventuele hitnotering(en) in de Nederlandse Top 40 | Datum van verschijnen | Datum van binnenkomst | Hoogste positie | Aantal weken | Opmerkingen                                                                            |
| ------------------------------------------------------------- | --------------------- | --------------------- | --------------- | ------------ | -------------------------------------------------------------------------------------- |
| I Want You to Want Me (live)                                  |                       | 21-4-1979             | 1               | 12           | Veronica Alarmschijf Hilversum 3 / #1 in de Nationale Hitparade / #1 in de TROS Top 50 |
| Surrender (live)                                              |                       | 30-6-1979             | 12              | 8            | Alarmschijf                                                                            |
| Dream Police                                                  |                       | 17-11-1979            | 37              | 2            |                                                                                        |
| If You Want My Love                                           |                       | 28-8-1982             | 27              | 4            |                                                                                        |

### NPO Radio 2 Top 2000
| Nummer met noteringen in de NPO Radio 2 Top 2000 | '99 | '00 | '01 | '02 | '03 | '04 | '05 | '06 | '07 | '08 | '09  | '10  | '11  | '12  | '13  | '14  | '15  | '16 | '17  | '18  | '19  | '20  | '21  | '22  |
| ------------------------------------------------ | --- | --- | --- | --- | --- | --- | --- | --- | --- | --- | ---- | ---- | ---- | ---- | ---- | ---- | ---- | --- | ---- | ---- | ---- | ---- | ---- | ---- |
| I Want You to Want Me                            | 677 | 572 | 738 | 903 | 813 | 703 | 940 | 832 | 814 | 778 | 1187 | 1193 | 1300 | 1225 | 1239 | 1068 | 1067 | 871 | 1001 | 1503 | 1465 | 1612 | 1664 | 1834 |

1. ↑  Een vetgedrukt getal geeft de hoogste notering aan.
2. ↑  Deze tabel is bijgewerkt tot en met de meest recente editie (2024).